# ÖBB 1042
La série 1042 est une locomotive électrique des Chemins de fer fédéraux autrichiens (Österreichische Bundesbahnen, ÖBB). C'est un véhicule important des opérations ferroviaires électriques de l'ÖBB depuis les années 1960. À partir du numéro de série 1042.531, de nombreuses machines furent converties pour la série 1142 dans les années 1990.

## Histoire
Dans les années 1950, l'électrification du réseau routier autrichien est déjà bien avancée. L'ÖBB a besoin de nouvelles locomotives plus puissantes, en particulier pour la Südbahn, y compris la ligne de chemin de fer de Semmering. En raison d'expériences négatives avec les séries à six axes 1010 et 1110 sur des routes sinueuses, seules des machines à quatre axes sont désormais recherchées.
Les nouvelles locomotives, auxquelles est destinée la désignation de série 1042, doivent atteindre une vitesse de pointe de 130 km/h. La puissance horaire à générer était d'environ 3 500 kW.
Entre 1963 et 1977, 257 locomotives au total sont livrées à l'ÖBB, dont les séries individuelles diffèrent dans les détails les unes des autres. En raison des exigences accrues en matière d'exploitation des trains express, la vitesse maximale du 1042.501 est portée à 150 km/h.
Les 80 premières locomotives sont livrées en vert, les locomotives restantes en orange sanguine. Les locomotives vertes ont un profilé en aluminium vissé sur la circonférence au milieu de la caisse, les locomotives rouges ont des lignes décoratives peintes dessus. En 1987, les locomotives vertes sont repeintes, à l'exception des 1042.044 et 507. L'original 1042.574 a un accident en 1971 et est remplacé par un deuxième équipage.

## Caractéristiques techniques
L'équipement électrique est développé par les sociétés ELIN, BBC et Siemens, la partie mécanique est construite par la Lokomotivfabrik Floridsdorf qui appartient à Simmering-Graz-Pauker. La série 1042 peut être considérée comme un développement purement autrichien. Le train de roulement, le châssis et les structures de toit représentent un développement ultérieur de la série 1046. L'entraînement à ressort à anneau en caoutchouc Siemens, éprouvé et testé dans la 1141, est légèrement modifié en tant qu'entraînement, les éléments de ressort sont situés derrière les disques de roue pleins incurvés.
L'interrupteur à gradins haute tension développé par ELIN (sélecteur rotatif avec brosse principale et secondaire ainsi que le "turner") avec 34 échelons de vitesse sélectionnables permet à la locomotive de démarrer particulièrement en douceur. Le frein électrique est également une nouvelle conception autrichienne : il s'agit d'un frein combiné à résistance utilitaire et à courant alternatif, dont la force de freinage est supérieure à une demi-heure de force de traction de la locomotive.
Les locomotives à partir de 1042 531 ont un frein à résistance BBC commandé par thyristor (frein E à résistance haute performance à courant continu à excitation séparée). Cela nécessite une extension de la structure du toit.
Les 30 premières locomotives ont des pantographes, en 1974 les 1042.20 à 30 sont converties en pantographes à un bras. À partir de 1042.31, toutes les locomotives ont des pantographes à un bras, le genou pointant vers l'extérieur initialement, et vers l'intérieur à partir de 1042.531.
La carrosserie de la voiture est supportée par une poutre de pesée sur le bogie. La caisse de la locomotive est porteuse et supporte les forces de traction et d'impact avec le châssis. Des débroussailleuses massives, également conçues comme des chasse-neige, sont fixées aux bogies. Sur certaines locomotives, les crochets de remorquage peuvent être poussés par pneumatique vers l'avant pour faciliter le dételage en soulageant la charge.
Les moteurs électriques sont basés sur les plans de Robert Stix.

## Modifications et améliorations
Peu de temps après la mise en service du nouveau type de locomotive, les moteurs subissent des embrasements électriques dans la plage de vitesse supérieure. Le problème peut être éliminé par des traitements de collecteurs et des changements de charbon. Cependant, on décide plus tard d'installer un nouveau type de moteur.
Deux nouveaux moteurs sont ensuite utilisés :
- Un moteur amélioré du type origine, l'EM 891
- Le "moteur du Gothard", un développement suisse (EM 910)

Des tests approfondis avec ces moteurs nouvellement développés donnent des résultats très précieux, décisifs pour la construction de moteurs futurs. Le nouveau moteur EM 910 permet d'augmenter la puissance des locomotives de 890 à 1 000 kW. Il est possible d'atteindre une vitesse de pointe de 150 km/h en modifiant le rapport de démultiplication.
En raison des vitesses plus élevées, les freins électriques de ces locomotives ne sont plus suffisants, de sorte que les machines 1042.531-707 ont un frein à résistance haute performance commandé par thyristor.
Au début des années 1990, les fenêtres d'angle des locomotives commencent à être agrandies ou recouvertes de tôles en raison de difficultés de livraison ultérieures et de préoccupations concernant la rigidité diélectrique. Cette conversion est effectuée depuis 1993 avec des réparations partielles.
À partir du milieu des années 1990, les locomotives sont visuellement repensées en plus de la révision technique au cours de la réparation principale qui est due après une réparation partielle. Les consoles de phares avec les grands phares et le feu arrière au-dessus sont remplacés par des consoles plus petites basées sur l'ÖBB 1044 avec un feu arrière latéral. Les poignées coulissantes sont réarrangées et la tôle environnante est raccourcie sur les côtés. De plus, les locomotives sont repeintes dans le nouveau design Valousek avec des vitres gris ombré sur les vitres avant. À partir de 1995, au cours de ces travaux, la porte d'entrée droite de chaque cabine de conduite est laminée afin d'éviter les courants d'air dans la cabine de conduite. À partir de fin 1995, la conversion à la série 1142 est réalisée dans le cadre de la réparation HG. Le troisième feu arrière est supprimé, y compris la console. La conversion à la série 1142 est effectuée également lorsque des réparations partielles doivent être faites. Les locomotives de la série 1142 ont un design orange sanguine avec de grands phares ou dans le design Valousek avec quatre portes. Le feu arrière est retiré et la console fermée avec une plaque métallique, mais pas complètement retirée. Entre 2002 et 2005, 99 locomotives sont équipées d'une commande prioritaire de freinage d'urgence afin de pouvoir quitter le tunnel ou le pont en voiture voyageurs en cas d'incendie malgré le freinage d'urgence tiré.
Non seulement une grande partie du groupe de numéros 1042/1142 531-664 subit des changements visuels au cours de la réparation HG, mais aussi certaines locomotives d'autres séries à la suite de réparations accidentelles dans les années 1990. Cela s'applique, par exemple, aux 1042 008, 011, 018, 036, 038, 051, 059 et 508, qui sont ajustés.

## Préservation
En 1982, la 1042 507 est retirée à la suite d'un accident. En 2003, les 652, 532, 599, 516 et les 1142 548 et 695 déjà convertis, ont des dommages irréparables. Avec le renouvellement en profondeur de la flotte de l'ÖBB vers le milieu des années 1990, la série 1042 est remplacée par des machines nouvellement livrées de la famille Taurus (ÖBB 1016/1116) et poussées dans des services subordonnés. En 2002, les premières 1042 et 1142 sont retirées. Début 2007, la série 1042 est le plus ancien type de locomotive électrique du réseau à voie normale de l'ÖBB et, avec la poursuite du démantèlement, n'est disponible qu'en petit nombre. En 2012, les dernières locomotives de la série 1042 sont vendues à la Widmer Rail Services. Certaines sont converties en systèmes de préchauffage puis parfois mises au rebut.

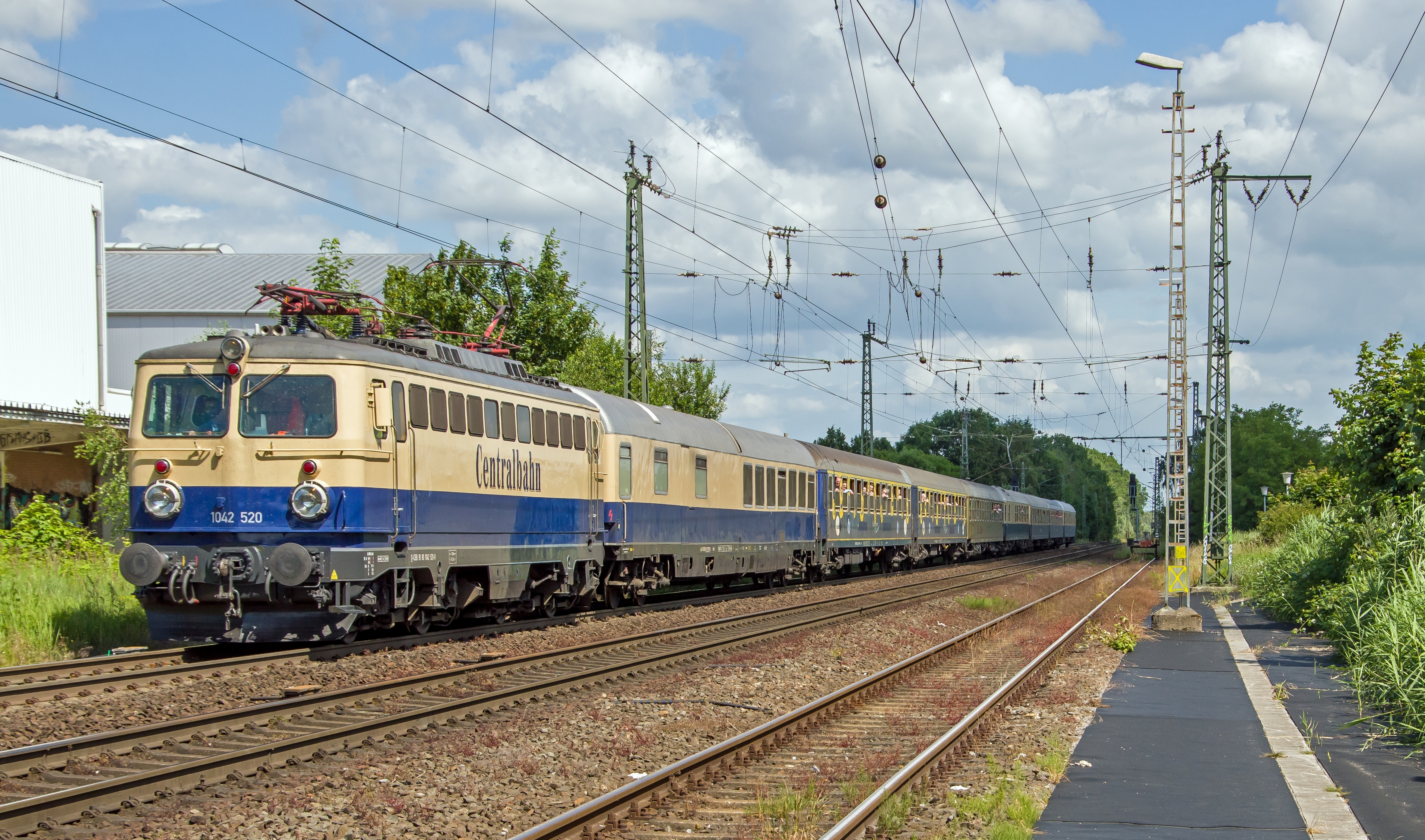
1042 520 de Centralbahn.

- La 1042 520 est vendue en 2006 à Centralbahn AG.
- La 1042 518 est la propriété de l'ÖGEG
- La 1042 005 est visible au Südbahnmuseum à Mürzzuschlag.
- Les 1042 007, 013, 018, 020, 032, 033, 034, 036 et 041 sont vendues en 2012 à la Widmer Rail Services. Les 007, 020, 032 et 041 sont désormais mises au rebut.
- La 1042 023 appartient à Metrans Autriche.